# New Orleans Saints 2000
La stagione 2000 dei New Orleans Saints è stata la 34ª della franchigia nella National Football League. Con un record di 10-6 la squadra si classificò al primo posto della propria division, centrando i playoff per la prima volta dal 1992. Lì vinsero la prima gara nella post-season della loro storia ai danni dei St. Louis Rams campioni in carica. Furono eliminati la settimana successiva dai Minnesota Vikings.

## Scelte nel Draft 2000
| Scelte dei Saints nel Draft 2000               |        |                   |                |               |
| Giro                                           | Scelta | Giocatore         | Ruolo          | College       |
| 2                                              | 33     | Darren Howard     | Defensive end  | Kansas State  |
| 4                                              | 96     | Terrelle Smith    | Fullback       | Arizona State |
| 5                                              | 131    | Tutan Reyes       | Guard          | Mississippi   |
| 5                                              | 158    | Austin Wheatley   | Tight end      | Iowa          |
| 5                                              | 166    | Chad Morton       | Running back   | USC           |
| 6                                              | 168    | Marc Bulger *     | Quarterback    | West Virginia |
| 6                                              | 195    | Michael Hawthorne | Defensive back | Purdue        |
| 6                                              | 200    | Sherrod Gideon    | Wide receiver  | Southern Miss |
| 7                                              | 228    | Kevin Houser      | Center         | Ohio State    |
| * Convocato per almeno un Pro Bowl in carriera |        |                   |                |               |

## Roster
| Roster dei New Orleans Saints nel 2000 |
| --- |
| Quarterback - 2 Aaron Brooks - 12 Jake Delhomme Running Back - 20 Terry Allen - 26 Fred McAfee - 40 Brian Milne FB - 32 Jerald Moore - 30 Chad Morton - 44 Terrelle Smith FB - 34 Ricky Williams Wide Receiver - 87 Joe Horn - 88 Willie Jackson - 83 Keith Poole - 86 Jake Reed - 80 Robert Wilson Tight End - 82 Andrew Glover - 81 Lamont Hall - 89 Dave Stachelski - 84 Austin Wheatley Offensive Linemen - 69 Tom Ackerman C/G - 62 Jerry Fontenot C - 65 Chris Naeole G - 70 Marcus Price T - 77 Willie Roaf T - 78 Daryl Terrell T - 68 Kyle Turley T - 63 Wally Williams G Defensive Linemen - 92 Martin Chase DT - 95 Marques Douglas DE - 97 La'Roi Glover DT - 99 Norman Hand DT - 93 Darren Howard DE - 94 Joe Johnson DE - 50 Corey Terry DE - 90 Jared Tomich DT - 98 Willie Whitehead DE Linebacker - 51 Phil Clarke MLB - 55 Mark Fields OLB - 37 Steve Gleason LB - 53 Donta Jones OLB - 59 Keith Mitchell OLB - 54 Darrin Smith MLB - 58 Phillip Ward LB Defensive Back - 35 Chris Canty CB - 37 Todd Franz DB - 26 Corey Harris DB - 36 Michael Hawthorne CB - 35 Reggie Howard DB - 27 Rob Kelly FS - 29 Sammy Knight SS - 23 Kevin Mathis CB - 25 Alex Molden CB - 28 Chris Oldham SS - 39 Darren Perry FS - 22 Fred Thomas CB - 24 Fred Weary CB Special Team - 10 Doug Brien K - 4 Toby Gowin P - 47 Kevin Houser LS Lista delle riserve - 18 Jeff Blake QB (IR) - 85 Cam Cleeland TE (IR) |
| Legenda - I rookie sono in corsivo. - Il primo ruolo è il principale mentre gli eventuali successivi indicano i ruoli secondari. - (IR) sta per Injured Reserve ed indica la lista ristretta per un solo giocatore infortunato che può tornare ad allenarsi dopo la settimana 6 e a rientrare in prima squadra dopo che questa ha giocato 8 partite. - (NF-Inj.) / (NF-Ill.) stanno rispettivamente per Non-Football Injured e Non-Football Illness ed indicano le liste dove viene inserito un giocatore che ha un infortunio o una malattia non dipendente dal football americano. - (PUP) sta per Physically Unable to Perform ed indica la lista dove viene inserito un giocatore mentre è in attesa di recuperare la condizione fisica. Nella stagione regolare dopo la sesta partita giocata dalla propria squadra, il giocatore ha tempo tre settimane per riprendere ad allenarsi, più tre settimane aggiuntive dal suo rientro agli allenamenti per rientrare in prima squadra. |

## Calendario
| Stagione regolare |                        |                    |
| Turno             | Avversario             | Risultato          |
| 1                 | Detroit Lions          | S 14–10            |
| 2                 | at San Diego Chargers  | V 28–27            |
| 3                 | at Seattle Seahawks    | S 20–10            |
| 4                 | Philadelphia Eagles    | S 21–7             |
| 5                 | Settimana di pausa     | Settimana di pausa |
| 6                 | at Chicago Bears       | V 31–10            |
| 7                 | Carolina Panthers      | V 24–6             |
| 8                 | at Atlanta Falcons     | V 21–19            |
| 9                 | at Arizona Cardinals   | V 21–10            |
| 10                | San Francisco 49ers    | V 31–15            |
| 11                | at Carolina Panthers   | V 20–10            |
| 12                | Oakland Raiders        | S 31–22            |
| 13                | at St. Louis Rams      | V 31–24            |
| 14                | Denver Broncos         | S 38–23            |
| 15                | at San Francisco 49ers | V 31–27            |
| 16                | Atlanta Falcons        | V 23–7             |
| 17                | St. Louis Rams         | S 26–21            |

### Playoff
| Playoff    |                  |                      |           |
| Turno      | Data             | Avversario           | Risultato |
| Wild Card  | 30 dicembre 2000 | St. Louis Rams       | V 31–28   |
| Divisional | 6 gennaio 2001   | at Minnesota Vikings | S 34–16   |

## Classifiche
| NFC West               |    |    |   |      |     |      |     |
|                        | V  | S  | P | %    | DIV | CONF | STR |
| (3) New Orleans Saints | 10 | 6  | 0 | .625 | 354 | 305  | S1  |
| (6) St. Louis Rams     | 10 | 6  | 0 | .625 | 540 | 471  | V1  |
| Carolina Panthers      | 7  | 9  | 0 | .438 | 310 | 310  | S1  |
| San Francisco 49ers    | 6  | 10 | 0 | .375 | 388 | 422  | S1  |
| Atlanta Falcons        | 4  | 12 | 0 | .250 | 252 | 413  | V1  |

## Premi
- Jim Haslett

allenatore dell'anno
- Joe Johnson:

comeback player of the year